# Frank Komorów
Frank Komorów – jednostka walutowa Komorów od 1981 roku. 1 frank = 100 centymów.
W obiegu znajdują się:
- monety o nominałach 2, 5, 10, 25, 50 i 100 franków.
- banknoty o nominałach 500, 1000, 2500, 5000 i 10000 franków.